# Chlorospingus flavigularis
Chlorospingus flavigularis là một loài chim trong họ Emberizidae.